# 프세볼로트 2세

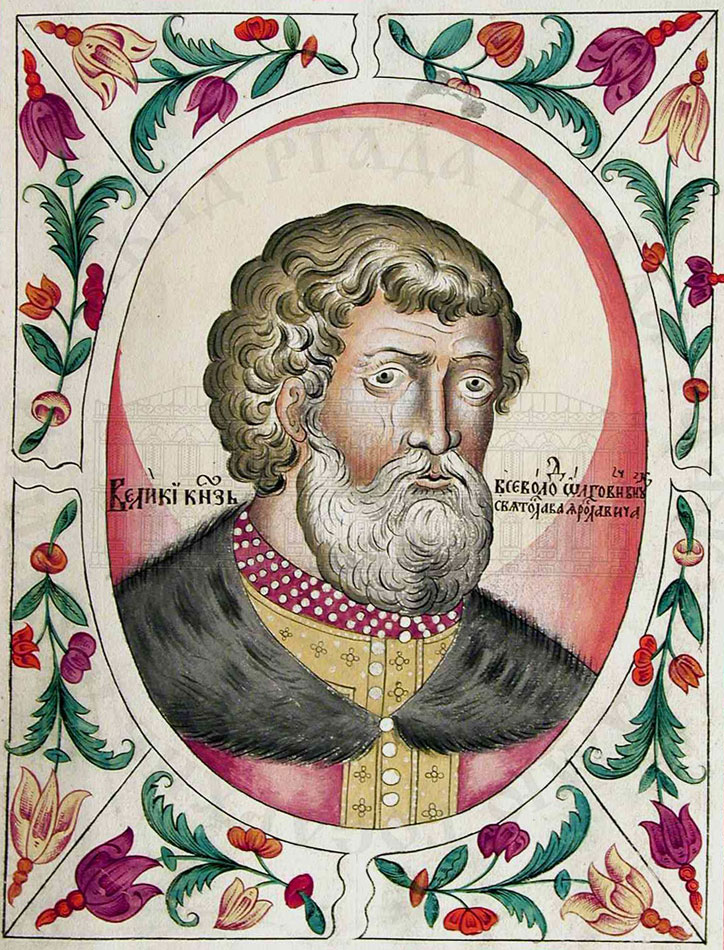
프세볼로트 2세

프세볼로트 2세(러시아어: Всеволод Ольгович 프세볼로트 올고비치[*], 생년 미상 ~ 1146년 8월 1일)는 키예프 대공국의 대공(재위: 1139년 ~ 1146년)이다. 류리크 왕조 출신이다.

## 생애
체르니히우의 올레크 스뱌토슬라비치 공작과 그의 아내인 테오파노 무잘로니사(Theophano Mouzalonissa)의 아들로 태어났다.
1139년 야로폴크 2세를 폐위시키고 키예프 대공으로 즉위했다. 므스티슬라프 1세 대공의 딸인 마리아(Maria)와 결혼했으며 슬하에 2명의 아들, 2명의 딸을 두었다.
| 전임 야로폴크 2세 | 키예프 대공 1139년 ~ 1146년 | 후임 이고리 2세 |